# 녹화중이야
"녹화중이야"는 2017년에 개봉한 대한민국의 영화이다.

## 캐스팅
- 김혜연 : 연희 역
- 최현우 : 민철 역
- 서진원 : 우석 역
- 박상규 : 석민 역
- 윤태희 : 연희 모 역
- 박민국 : 고객 역
- 조건호 : 기절남 역